# Donald Sanford
Donald Sanford (ur. 5 lutego 1987 w Los Angeles) – amerykański lekkoatleta, sprinter. Od 2012 reprezentuje Izrael.
Specjalizuje się w biegu na 400 metrów. Od połowy 2011 startuje w barwach Izraela, od 12 marca 2012 ma prawo reprezentować ten kraj w zawodach międzynarodowych.
W 2012 wystąpił na mistrzostwach Europy w Helsinkach, gdzie zajął 4. miejsce w biegu na 400 metrów. W tym samym roku reprezentował Izrael na igrzyskach olimpijskich w Londynie, na których nie przebrnął przez eliminacje. W 2014 zdobył brąz mistrzostw Europy w Zurychu. Brązowy medalista (w drużynie) igrzysk europejskich (2015) – indywidualnie triumfował w biegu na 400 metrów z czasem 45,75 oraz zajął trzecie miejsce z izraelską sztafetą 4 x 400 metrów. W 2016 wystartował na mistrzostwach Europy w Amsterdamie, jednakże występ w nich zakończył na półfinale.
Finalista mistrzostw USA, wielokrotny mistrz Izraela, srebrny medalista mistrzostw NCAA (2010). Złoty medalista Olimpiady Machabejskiej (2013).

## Rekordy życiowe
- Bieg na 300 metrów – 33,14 (2015)
- Bieg na 400 metrów – 45,04 (2015) rekord Izraela
- Bieg na 400 metrów (hala) – 46,46 (2014) rekord Izraela

W 2012 dwukrotnie ustanowił rekord Izraela w biegu na 400 metrów (45,76 i 45,71). Rok później poprawił ten wynik uzyskując 45,65, w 2014 ustanowił rekord wynoszący 45,53, a następnie uzyskał 45,39 i 45,27. Wielokrotny halowy rekordzista Izraela na tym dystansie.